# Andrzejewo, Voivodato de Podlaquia
Andrzejewo [Yʐɛˈjɛvɔ] es un pueblo ubicado en el distrito administrativo (gmina) de Szypliszki, en el condado de Suwałki, voivodato de Podlaquia, Polonia. Según el censo de 2011, tiene una población de 57 habitantes.
Está situado cerca de la frontera con Lituania, aproximadamente a 4 kilómetros al norte de Szypliszki, a 25 kilómetros al noreste de Suwałki y a 130 kilómetros al norte de la capital regional, Białystok.